# 川島巴瑠菜
川島　巴瑠菜（かわしま　はるな、1988年9月7日 - ）は北海道出身の日本の柔道家。78kg級の選手。身長172cm。血液型はA型。組み手は右組み。得意技は内股、大外刈。

## 経歴
柔道は6歳の時に末広北道場で始めた。春光台中学3年の時には全国中学校柔道大会70kg超級決勝で小杉中学3年の田知本愛を破って優勝を飾った。旭川大高校へ進むと、1年の時には全国高校選手権の78kg超級で3位になった。3年の時にはインターハイ78kg級で2位となった。全日本ジュニアでは5位にとどまったにもかかわらず、1回戦負けの可能性もあるが優勝を狙うならこの選手しかいないということで、世界ジュニア代表に選出された。世界ジュニアでは決勝まで進むと、イギリスのサリー・コンウェイを大外刈の有効で破って優勝を飾り、コーチ陣の期待に応えた。ベルギー国際では2位だった。いくつかの有力大学から誘われたものの、2007年には地元の旭川大学に進むと、2年の時には学生体重別で3位に入った。3年からは学生体重別を2年連続で制した。大学を卒業後は北海道警察の所属となった。2015年には結婚した。

## 主な戦績
- 2003年 -　全国中学校柔道大会　優勝(70kg超級)
- 2005年 -　全国高校選手権　3位(78kg超級)
- 2005年 -　フランスジュニア国際　2位(78kg超級)

以降は78kg級での戦績
- 2006年 -　ロシアジュニア国際　優勝
- 2006年 -　インターハイ　2位
- 2006年 -　全日本ジュニア　5位
- 2006年 -　国体 少年女子の部　2位
- 2006年 -　世界ジュニア　優勝
- 2007年 -　ベルギー国際　2位
- 2007年 -　全日本ジュニア　2位
- 2008年 -　学生体重別　3位
- 2009年 -　学生体重別　優勝
- 2010年 -　学生体重別　優勝

(出典、JudoInside.com)